# Lijst van burgemeesters van Bunschoten

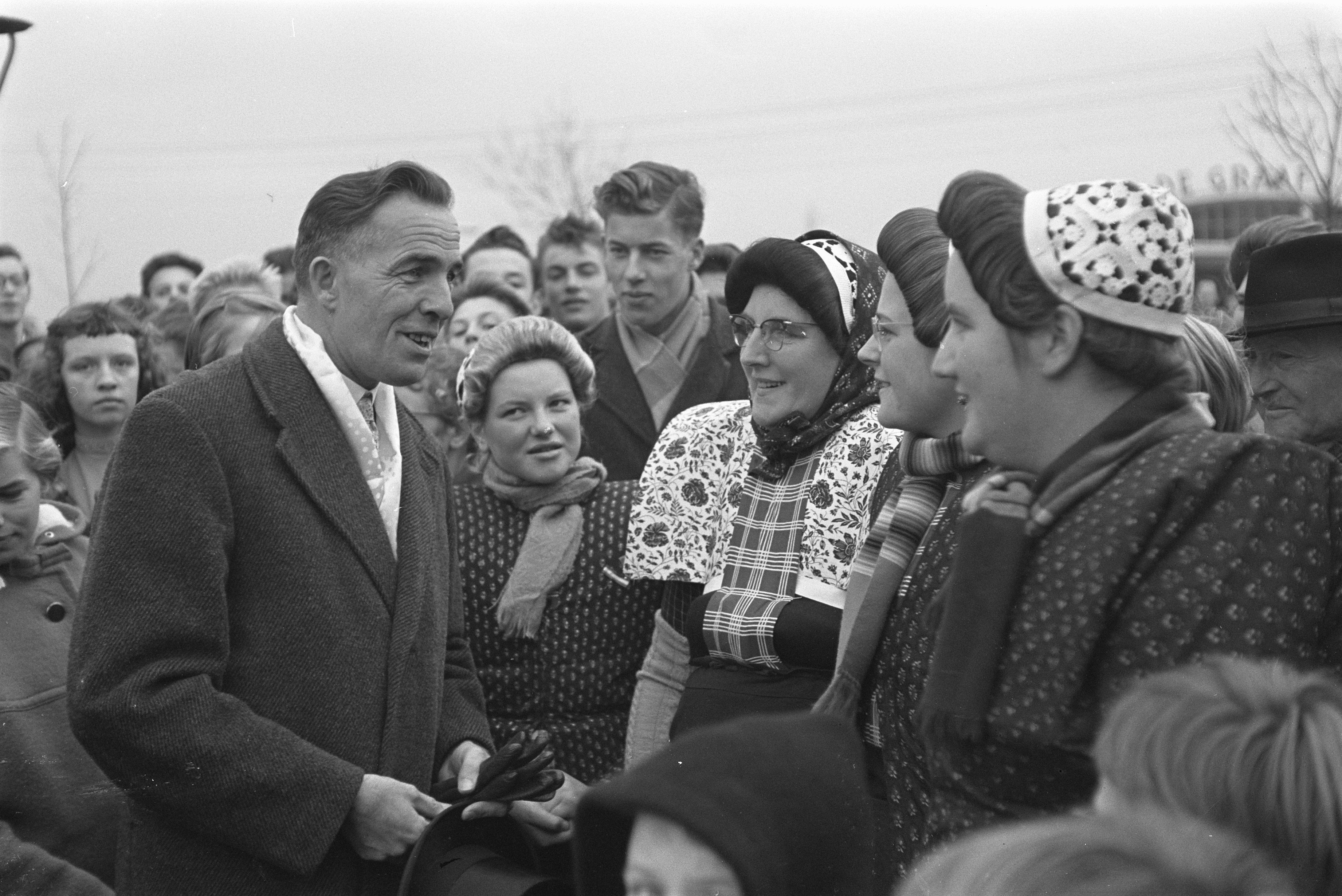
de installatie van burgemeester Van der Heide in 1959.

Dit is een lijst van burgemeesters van de Nederlandse gemeente Bunschoten in de provincie Utrecht.
| Ambtsperiode | Naam burgemeester              | Partij of stroming | Bijzonderheden                |
| ------------ | ------------------------------ | ------------------ | ----------------------------- |
| 1811 - 1830  | Jacob Pruijs                   |                    |                               |
| 1830 - 1847  | Zeger Hoolwerf                 |                    |                               |
| 1847 - 1896  | Wouterus Beukers               | ARP                |                               |
| 1896 - 1920  | Leendert van Duijn             | ARP                |                               |
| 1920 - 1923  | Pieter Leonard de Gaay Fortman | ARP                |                               |
| 1923 - 1929  | Pieter Besselaar               | ARP                |                               |
| 1930 - 1938  | Jacob de Vries                 | ARP                |                               |
| 1938 - 1959  | Dingeman van den Berg          | ARP                |                               |
| 1959 - 1976  | Willem Harm van der Heide      | ARP                |                               |
| 1976 - 1985  | Jan Willem Bol                 | ARP / CDA          |                               |
| 1985 - 2006  | Bert Groen                     | GPV / ChristenUnie | was burgemeester van Oldehove |
| 2006 - 2024  | Melis van de Groep             | ChristenUnie       |                               |
| 2023         | Albertine van Vliet-Kuiper     | D66                | waarnemend                    |
| 2024 - 2025  | Bort Koelewijn                 | ChristenUnie       | waarnemend                    |
| 2025 - heden | Jaco Geurts                    | CDA                |                               |